# Chase City
Chase City – miasto w Stanach Zjednoczonych, w stanie Wirginia, w hrabstwie Mecklenburg.